# Karl Schnorr von Carolsfeld
Karl Schnorr von Carolsfeld (geboren 6. März 1830; gestorben 31. Januar 1895) war ein deutscher Eisenbahningenieur und Generaldirektor der Königlich Bayerischen Staatseisenbahnen.

## Leben
Karl Schnorr von Carolsfeld war ein Sohn des Malers Julius Schnorr von Carolsfeld. Nach dem Gymnasialabschluss besuchte er zunächst die Technische Bildungsanstalt in Dresden und schloss seine Ausbildung zum Ingenieur an der 1833 in München gegründeten Polytechnischen Schule, einer Vorläuferinstitution der 1868 gegründeten TU München, ab.
1851 trat er in den Dienst der Bayerischen Staatseisenbahnen. Seine erste berufliche Station war Würzburg, wo er am Bau der Ludwigs-Westbahn beteiligt war. 1856 ging er zur Erweiterung seiner beruflichen Kenntnisse auf eine längere Studienreise. Anschließend war er kurze Zeit in Prag im Dienst der Österreichisch-ungarischen Staatseisenbahngesellschaft (StEG) tätig. 1858 nahm er seinen Dienst in Bayern wieder auf, zunächst als Bauführer für den Abschnitt von Rosenheim nach Salzburg der Bayerischen Maximiliansbahn. 1860 wurde er Vorstand des Bahnhofs München. In den Folgejahren übernahm Schnorr von Carolsfeld für die Bayerischen Staatseisenbahnen verschiedenste Aufgaben, dazu zählten die Mitwirkung in der Bauleitung der Bahnstrecke München–Simbach und der Innbrücke Königswart sowie die Bauoberleitung beim Umbau des Münchner Centralbahnhofs.
Nach diversen Beförderungen, so war er unter anderem in der Generaldirektion der Staatseisenbahnen Vorstand der Bauabteilung, wurde Schnorr von Carolsfeld schließlich 1886 zum Generaldirektor der ab diesem Jahr so bezeichneten Königlich Bayerischen Staatseisenbahnen ernannt. In dieser Funktion förderte er besonders den Bau von Lokalbahnen und kümmerte sich um die Verwaltungsorganisation der Staatsbahnen. Schnorr von Carolsfeld blieb bis zu seinem Tod 1895 an der Spitze der Bayerischen Eisenbahnen, deren Streckennetz während seiner Amtszeit um etwa 700 Kilometer Betriebslänge erweitert wurde.
Sein Sohn war der spätere Generaldirektor der Bayerischen Staatsbibliothek, Hans Schnorr von Carolsfeld.